# Yangtze
Yangtze sau Chang Jiang, Ianțzi, Ianțzî, Iantzî este al treilea fluviu din lume ca lungime, măsurând peste 6.300 de kilometri. Este cel mai lung fluviu din Asia și al treilea din lume din punct de vedere al debitului de apă (după Amazon și Congo). Cursul lui se află în întregime pe teritoriul Chinei. Se varsă în Marea Chinei de Est la 23 km nord de orașul Shanghai. Prin Marele Canal Chinez este legat de fluviul Huang He.

## Nume
Fluviul are numeroase denumiri. Chinezii folosesc numele de „Yangtze” (Fluviul Albastru) pentru a se referi exclusiv la cursul inferior al apei, în timp ce fluviul în totalitatea  se numește „Chang Jiang”, ceea ce înseamnă „Fluviul Lung”. În plus, diferitele sectoare ale cursului poartă denumiri locale: Moron Us He, Tongtian He, Jinsha Jiang. În Tibet, fluviul poartă numele de „Dri-chu” (adică Râul femelei de iac).

## Barajul Sanxia
La ieșirea din defileul Xiling, din regiunea celor Trei Defileuri, se ridică o construcție criticată pe plan mondial: Barajul Sanxia. Propaganda chineză laudă realizarea monumentală care este imensul baraj de pe fluviul Yangtze.El reprezintă cea mai mare realizare chineză de acest fel și se înalță, falnic, la 181 de metri deasupra văii fluviului Yangtze, în provincia Hubei. Barajul are o lungime de 2,3 kilometri și are o capacitate totală de 18.200 megawați. Rezervorul său se întinde pe o distanță de 660 km și ocupă 1084 km². Adevărul diferă de euforia oficială: aproximativ 160 de orașe și nenumărate sate trebuie strămutate. Exemplu, decizia de a muta localitatea  Fengdu, situată în valea fluviului, a fost deja luată.
Pentru autoritățile chineze, exploatarea hidroenergiei este o prioritate absolută, iar protecția mediului are o importanță secundară. Nevoile energetice ale Chinei fiind în permanentă și rapidă creștere Beijingul își argumentează poziția și prin dorința de a pune capăt pericolului inundațiilor devastatoare care au loc în prezent pe cursul inferior al apei. Unica soluție ar fi, potrivit autorităților, regularizarea sectoarelor critice și construirea de baraje pe Yangtze.
Cea mai devastatoare inundație a avut loc în 1870 și a provocat moartea a 240.000 de persoane, dar consecințe fatale au avut și revărsările din 1954 și din 1998. Ultima dintre acestea a fost cea mai mare inundație din secolul XX și a lăsat fără adăpost peste 14.000.000 de oameni. În anul 1997, Yangtze a fost redirecționat într-o nouă albie și au început lucrările de construcție la barajul uriaș Sanxia. Complexul va fi finalizat în anul 2009 și cuprinde, pe lângă barajul cu lungimea de peste doi kilometri, un lac de 660 de kilometri lungime (aproximativ distanța dintre Constanța și Cluj-Napoca) și o hidrocentrală  cu capacitatea de 18.200 megawați. Cea mai mare hidrocentrală din ziua de astăzi din lume, Itaipu, de la granița dintre Brazilia și Paraguay, are o capacitate de 14.000 megawați, în timp ce potențialul hidroenergetic al României este de 15.000 megawați (dintre care numai 40% este valorificat).

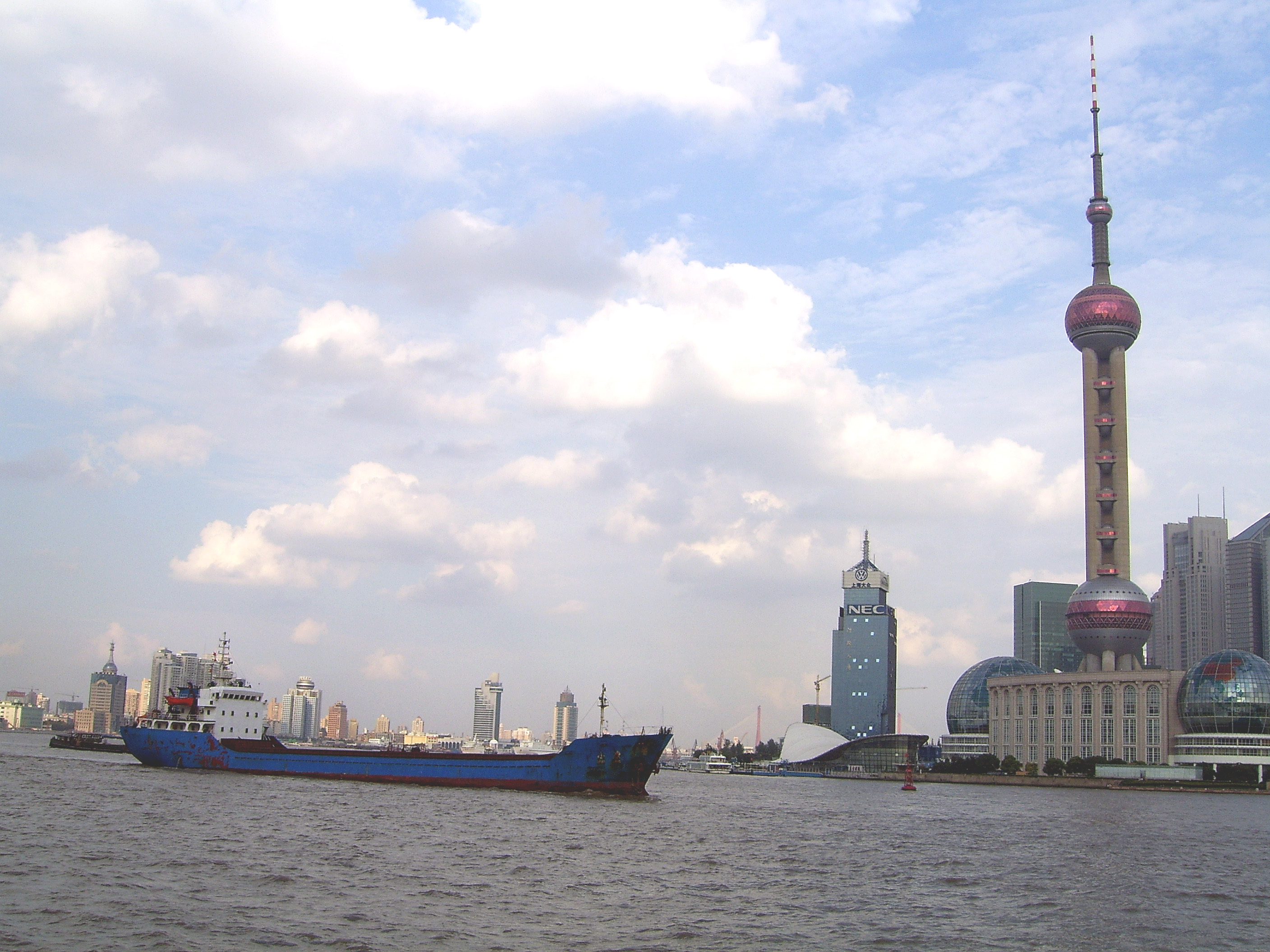
Râul Huangpu la Shanghai

## Geografie

### Afluenți
- Yalong
- Daduhe
- Tuojiang
- Jialing
- Wujiang
- Qingjiang
- Xiangjiang
- Lishui
- Zijiang
- Yuanjiang
- Han
- Ganjiang
- Huangpu

### Cele mai mari orașe

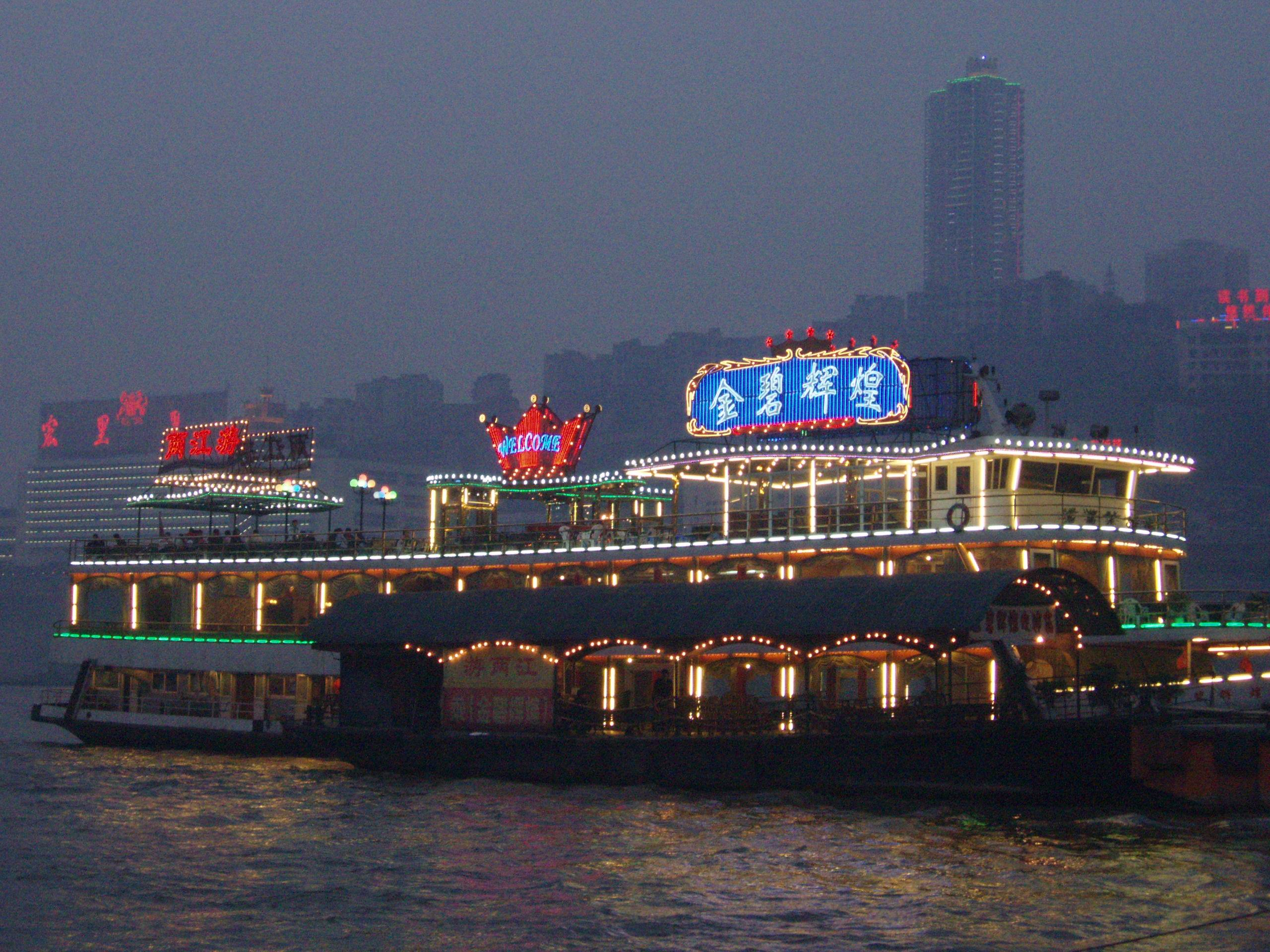
Chongqing noaptea

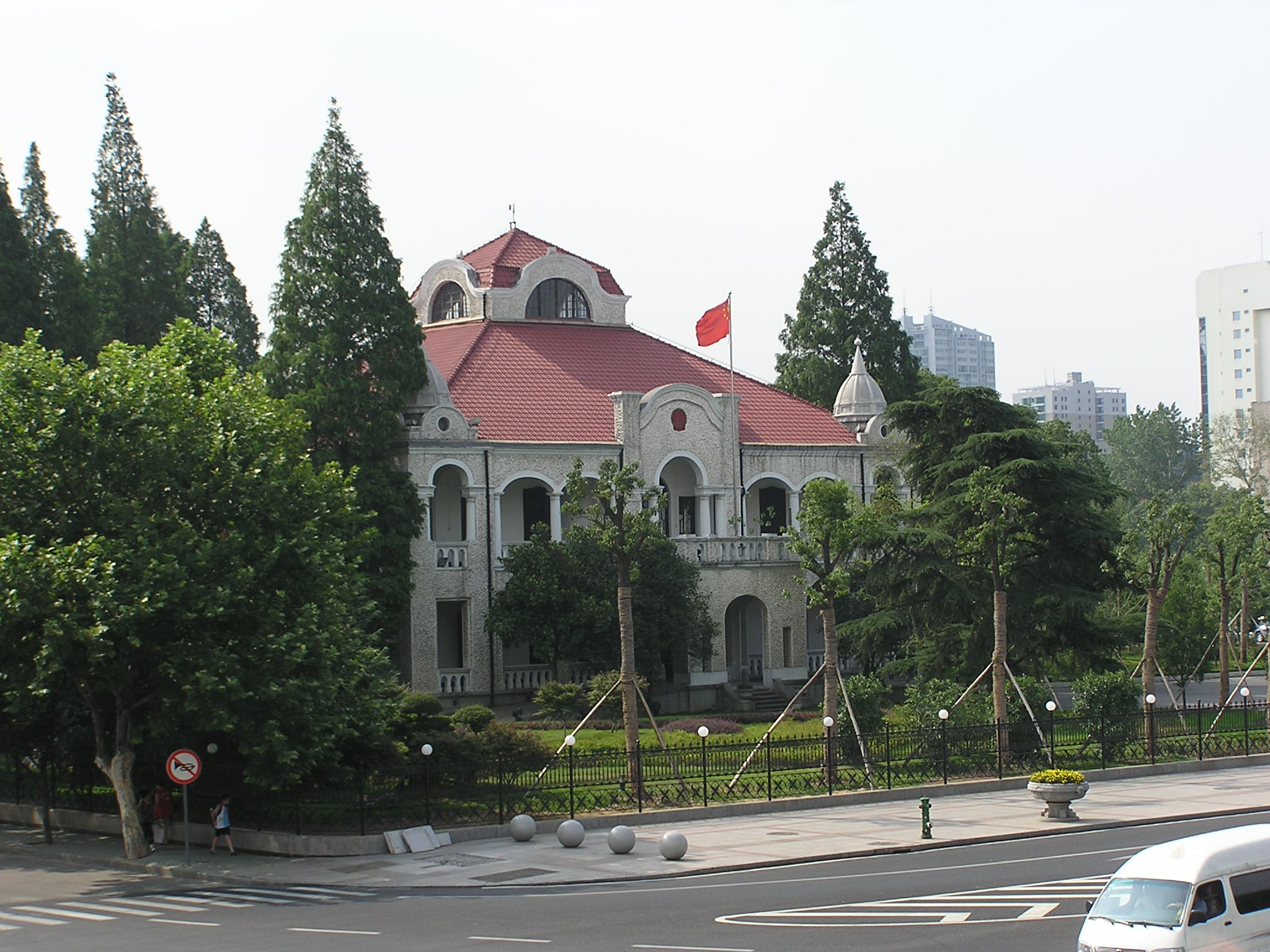
Wuhan

- Panzhihua
- Yibin
- Luzhou
- Chongqing
- Yichang
- Jingzhou
- Shishou
- Yueyang
- Xianning
- Wuhan
- Ezhou
- Huangshi
- Huanggang
- Chaohu
- Chizhou
- Jiujiang
- Anqing
- Tongling
- Wuhu
- Hefei
- Chuzhou
- Maanshan
- Taizhou
- Yangzhou
- Zhenjiang
- Nanjing
- Nantong
- Shanghai

## Fauna

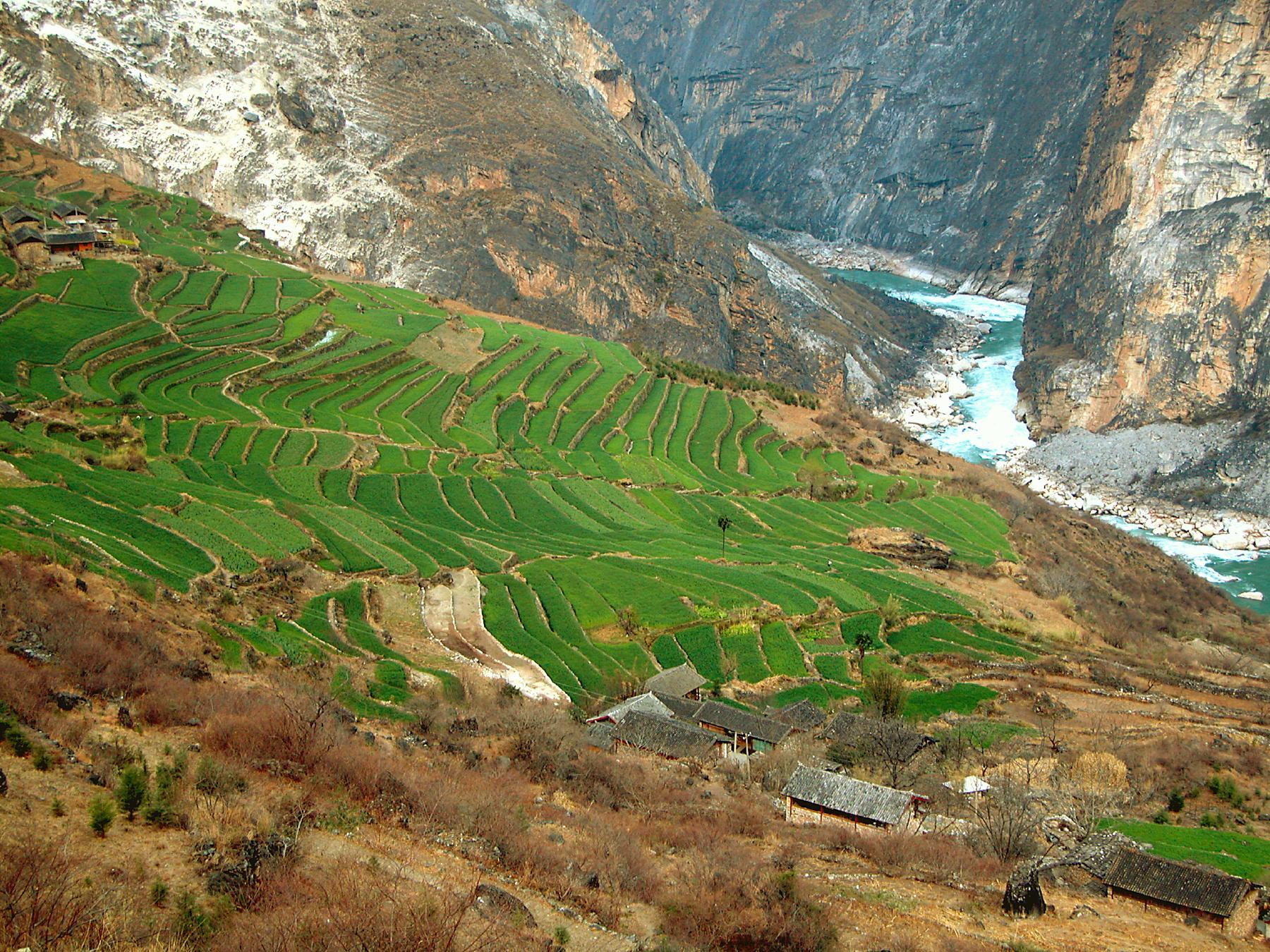
Culturi și terase Yunnan (2005)

În apele fluviului Yangtze trăiesc peste 300 de specii de pești. Cei mai rari sunt delfinii de apă dulce, cu lungimi de până la doi metri și jumătate, din care mai trăiesc cam o sută de exemplare.

## Turism

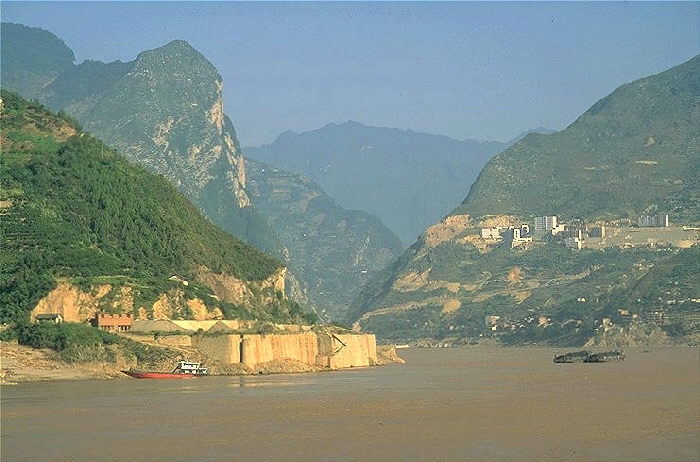
Regiunea celor Trei Defileuri (1998)

Călătoria pe apele fluviului Yangtze, care are o importanța capitală pentru sudul Chinei, include regiunea celor Trei Defileuri. Această regiune merită denumirea de minune a lumii. În valea adâncă a fluviului Yangtze, liniștea este tulburată numai de vasele luxoase de croazieră, care sunt proprietatea companiei Dongfang-Hong. Deși fiecare dintre acestea are o capacitate de 1.200 de pasageri, vasele sunt arhipline. Confortul cu care sunt obișnuiți turiști europeni nu lipsește:cabine individuale, baruri,cluburi de noapte și restaurante excelente. Chinezii preferă de obicei croazierele mai ieftine ale liniilor CITS, unde în capinele de clasaIV-a se înghesuie câte 24 de persoane. Vasele mai mari au nevoie de patru zile pentru a străbate cursul inferior al apei, care măsoară 1.274 de kilometri și se întinde întrele orașele Chongqing și Wuhan (fiecare cu o populație de câteva milioane de locuitori).
Yangtze formează unele dintre cele mai cunoscute defileuri din lume. Cu 50 de kilometri înainte de orașul Wanxian, vaporul trece pe lângă Siibaozhai, „fortăreața comorii de piatră”. Acesta este un perete de stângă uriaș în vârful căruia a fost construită o pagodă de culoare roșie acum 300 de ani.
Dincolo de orașul Chongqing, vasele plutesc prin Defileul Qutang care măsoară opt kilometri. Aici, printre pereții de piatră cu înălțimi de 500 de metri, Yangtze, care are de obicei lățimea unui lac, se îngustează brusc până la 78 de metri. În aval se află Defileul Wuxia de 40 de kilometri lungime. Priveliștea stâncilor, care se înalță spre cer la o înățime de 900 de metri, este greu de descris în cuvinte. Al treilea defileu, Xiling, este cel mai lung . Cu cât Yangtze se apropie mai mult de orașul Wuhan, cu atăt albia este mai lată.
Dintre defileurile mai mici formate de Yangtze, demn de atenție este „Defileul de Smarald” din apropiere de Wuhan, care se întinde pe o distanță de 20 de kilometri.